# Cantó de Guilherme
El cantó de Guilherme és un cantó francès del departament dels Alps Marítims, situat al districte de Niça. Té 9 municipis i el cap és Guilherme.

## Municipis
- Buèi
- Castèunòu d'Entraunes
- Daluèis
- Entraunes
- Guilherme
- Pèunas
- Sant Martin d'Entraunes
- Sause
- Vilanòva d'Entraunes

## Història
| Data d'elecció                           | Identitat           | Partit                 | Qualitat |
| ---------------------------------------- | ------------------- | ---------------------- | -------- |
| 1961-2003                                | Charles Ginésy      | DVG, DVD i després RPR |          |
| 2003-                                    | Charles-Ange Ginésy | UMP                    |          |
| les dades anteriors no són pas conegudes |                     |                        |          |
|                                          |                     |                        |          |

| 1962 | 1968 | 1975 | 1982 | 1990 | 1999  | 2007  |
| ---- | ---- | ---- | ---- | ---- | ----- | ----- |
| -    | -    | -    | -    | -    | 2.179 | 2.573 |